# Casas de Guijarro
Casas de Guijarro é um município da Espanha, na província de Cuenca, comunidade autônoma de Castela-Mancha. Tem 8,20 km² de área e em 2021 tinha 119 habitantes (densidade: 14,5 hab./km²). Limita com os municípios de Casas de Benítez, Pozoamargo e Sisante.